# Joe Torre

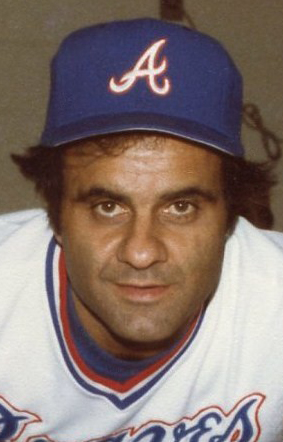
Torre con i Braves nel 1982

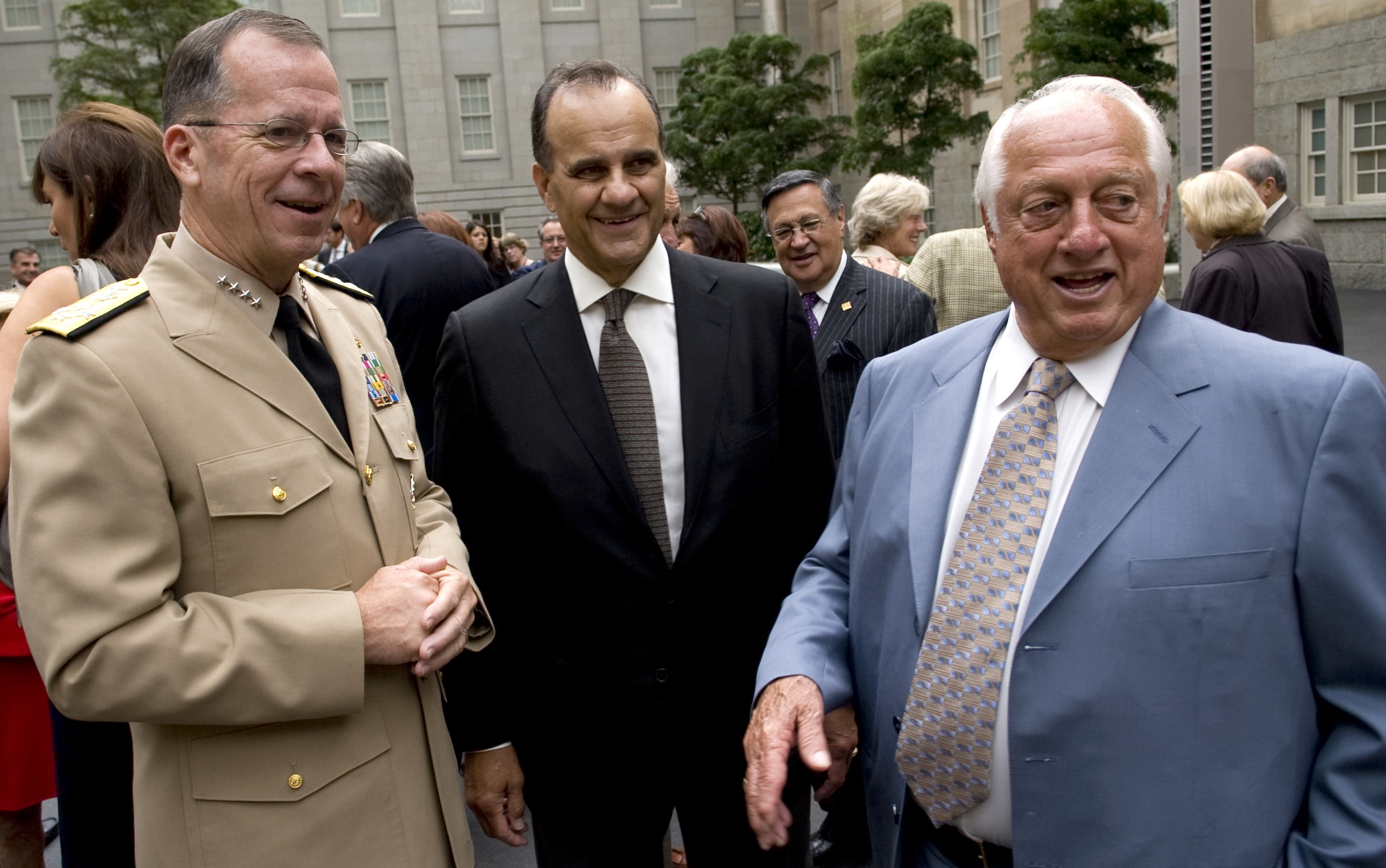
da sinistra a destra:Mike Mullen, Joe Torre e Tommy Lasorda nel 2009

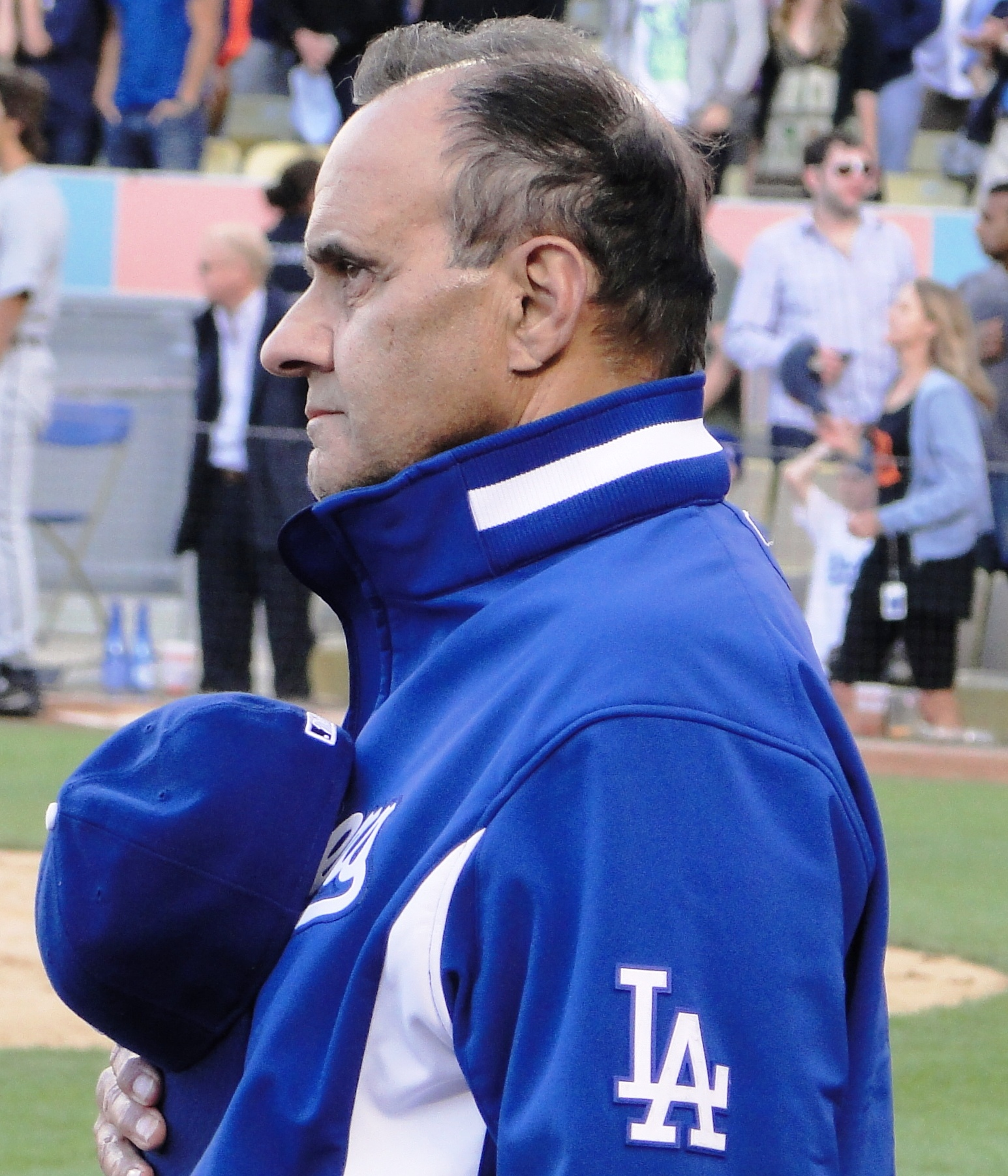
L'allenatore dei Dodgers, Joe Torre, nel 2010

Joseph Paul Torre, più noto semplicemente come Joe Torre (Brooklyn, 18 luglio 1940), è un ex giocatore di baseball e allenatore di baseball statunitense, introdotto nella Baseball Hall of Fame nel 2014.

## Biografia
Joe Torre è nato nel distretto di Brooklyn a New York, da Joe senior, italo-americano di mestiere agente in borghese per il New York Police Department e da Margaret Rafrano, casalinga emigrata da Napoli all'età di 8 anni. Ultimo genito di cinque figli, quando aveva 13 anni suo fratello Frank, convinse il padre ad andare via di casa, poiché picchiava la loro madre. Qualche tempo dopo, i due coniugi divorziarono.
Torre frequentò la St. Francis Preparatory School a Brooklyn e crebbe come tifoso dei New York Giants.

## Carriera da giocatore
Seguendo le orme del fratello Frank, il 24 agosto 1959 firmò con i Milwaukee Braves (in cui militava Hank Aaron), iniziando la sua carriera da professionista. Cominciò a giocare nel 1960 nella classe C.
Debuttò nella MLB il 25 settembre 1960, al Milwaukee County Stadium di Milwaukee contro i Pittsburgh Pirates, come sostituto battitore, realizzando la sua prima valida nel suo primo turno di battuta. Concluse la stagione d'esordio con 2 partite disputate nella MLB e 117 nella classe C.
Nella prima partita delle due disputate il 21 maggio 1961 tra Braves e Reds (che fu per Torre la prima partita stagionale nella MLB e la prima da giocatore di posizione, nel ruolo di ricevitore), Torre colpì il suo primo fuoricampo. Terminò la stagione con 113 partite giocate nella MLB e 27 nella Tripla-A.
Dopo aver giocato le stagioni 1961 e 1962 esclusivamente nel ruolo di ricevitore, a partire dalla stagione 1963, Torre giocò sia come prima base che come ricevitore, ma fu comunque in questo secondo ruolo che ottenne i risultati più importanti, tanto che nel 1965 vinse il guanto d'oro come ricevitore. Sempre nel 1963, venne convocato per il suo primo All-Star Game.
Il 17 marzo 1969, i Braves scambiarono Torre con i St. Louis Cardinals per Orlando Cepeda.
La stagione 1970 fu l'ultima in cui Torre ricoprì il ruolo di ricevitore, alternandosi alla terza base. Quest'ultimo ruolo venne ricoperto dal giocatore per l'intera stagione 1971. Questo cambiamento gli fu di grande giovamento, in quella stagione chiuse il migliore della MLB in media battuta, punti battuti a casa e battute valide e vinse premio di MVP della National League.
Dal 1972 a fine carriera giocò come terza base e prima base.
Il 13 ottobre 1974, i Cardinals scambiarono Torre con i New York Mets per Tommy Moore e Ray Sadecki.
Nel 1977 Torre svolse per qualche settimana il doppio ruolo di giocatore e allenatore della squadra prima di annunciare il ritiro dall'attività agonistica. Giocò la sua ultima partita il 17 giugno e venne svincolato da giocatore il giorno seguente.

## Dopo il ritiro

### Carriera da allenatore
Nel maggio 1977 l'allenatore dei Mets, Joe Frazier, venne licenziato e i vertici della squadra scelsero Torre, che all'epoca giocava ancora come terza base, per rimpiazzarlo. Torre accettò l'offerta ma, consapevole di non poter conciliare l'attività di giocatore con quella di allenatore, decise di dare l'addio al baseball giocato; tuttavia per 18 giorni ricoprì il doppio ruolo di giocatore e allenatore.
Nel 1982 divenne il manager degli Atlanta Braves guidandoli immediatamente al record di 13 vittorie consecutive in apertura di stagione. Alla fine dell'annata i Braves vinsero il titolo della National League Western Division approdando ai play-off dopo un digiuno di 12 anni.

### Analista e commentatore televisivo
Tra il 1985 e il 1990 lavorò come analista televisivo per i California Angels e come commentatore televisivo per la ESPN durante le World Series del 1989.

### Ritorno al ruolo di allenatore
Nel 1990 fu scelto come allenatore dai St. Louis Cardinals per rimpiazzare Whitey Herzog. Durante la sua permanenza a St. Louis la squadra non riuscì mai a raggiungere il post-stagione e nel 1995 fu licenziato dai proprietari della squadra che si preparavano a vendere la franchigia.
Nel 1996 passò ai New York Yankees e, nonostante il proprietario della squadra fosse famoso per aver licenziato molti manager in passato, vi restò per 12 anni, portando la squadra ai play-off in tutte le stagioni in cui fu in carica. Con gli Yankees vinse per 6 volte l'American League e per 4 volte le World Series (1996, 1998, 1999, 2000). Torre fu il secondo manager più longevo dell'intera storia degli Yankees.
Nella stagione 2008 passa alla guida dei Los Angeles Dodgers firmando un contratto della durata di 3 anni per un valore totale di circa 13 milioni di dollari fino al termine del 2010.
Fu l'allenatore della Nazionale di baseball degli Stati Uniti d'America al World Baseball Classic 2013.

### Carriera dirigenziale e riconoscimenti
Dal 2011 lavora per la dirigenza della Major League Baseball.
Il 23 agosto 2014, il numero 6 di Joe Torre venne ritirato dai New York Yankees e nello stesso anno venne introdotto nella Baseball Hall of Fame.

## Statistiche

### Record come capo-allenatore
| Squadra                    | Anno                       | Stagione regolare | Stagione regolare | Stagione regolare | Stagione regolare | Stagione regolare   | Playoff | Playoff | Playoff                                             |
| Squadra                    | Anno                       | Partite           | Vinte             | Perse             | %                 | Posizione           | Vinte   | Perse   | Risultato                                           |
| -------------------------- | -------------------------- | ----------------- | ----------------- | ----------------- | ----------------- | ------------------- | ------- | ------- | --------------------------------------------------- |
| New York Mets              | 1977                       | 117               | 49                | 68                | .419              | 6º nella NL East    | –       | –       |                                                     |
| New York Mets              | 1978                       | 162               | 66                | 96                | .407              | 6º nella NL East    | –       | –       |                                                     |
| New York Mets              | 1979                       | 162               | 63                | 99                | .389              | 6º nella NL East    | –       | –       |                                                     |
| New York Mets              | 1980                       | 162               | 67                | 95                | .414              | 5º nella NL East    | –       | –       |                                                     |
| New York Mets              | 1981                       | 51                | 17                | 34                | .333              | 5º nella NL East    | –       | –       |                                                     |
| New York Mets              | 1981                       | 52                | 24                | 28                | .462              | 4º nella NL East    | –       | –       |                                                     |
| Totale New York Mets       | Totale New York Mets       | 706               | 286               | 420               | .405              |                     | –       | –       |                                                     |
| Atlanta Braves             | 1982                       | 162               | 89                | 73                | .549              | 1º nella NL West    | 0       | 3       | Perse la NLCS contro i St. Louis Cardinals          |
| Atlanta Braves             | 1983                       | 162               | 88                | 74                | .543              | 2º nella NL West    | –       | –       |                                                     |
| Atlanta Braves             | 1984                       | 162               | 80                | 82                | .494              | 3º nella NL West    | –       | –       |                                                     |
| Totale Atlanta Braves      | Totale Atlanta Braves      | 486               | 257               | 229               | .529              |                     | 0       | 3       |                                                     |
| St. Louis Cardinals        | 1990                       | 58                | 24                | 34                | .414              | 6º nella NL East    | –       | –       |                                                     |
| St. Louis Cardinals        | 1991                       | 162               | 84                | 78                | .519              | 2º nella NL East    | –       | –       |                                                     |
| St. Louis Cardinals        | 1992                       | 162               | 83                | 79                | .512              | 3º nella NL East    | –       | –       |                                                     |
| St. Louis Cardinals        | 1993                       | 162               | 87                | 75                | .537              | 3º nella NL East    | –       | –       |                                                     |
| St. Louis Cardinals        | 1994                       | 114               | 53                | 61                | .465              | 4º nella NL Central | –       | –       |                                                     |
| St. Louis Cardinals        | 1995                       | 47                | 20                | 27                | .426              | Esonerato           | –       | –       |                                                     |
| Totale St. Louis Cardinals | Totale St. Louis Cardinals | 705               | 351               | 354               | .498              |                     | –       | –       |                                                     |
| New York Yankees           | 1996                       | 162               | 92                | 70                | .568              | 1º nella AL East    | 11      | 4       | Vince le World Series                               |
| New York Yankees           | 1997                       | 162               | 96                | 66                | .593              | 2º nella AL East    | 2       | 3       | Perse l'ALCS contro i Cleveland Indians             |
| New York Yankees           | 1998                       | 162               | 114               | 48                | .704              | 1º nella AL East    | 11      | 2       | Vince le World Series                               |
| New York Yankees           | 1999                       | 162               | 98                | 64                | .605              | 1º nella AL East    | 11      | 1       | Vince le World Series                               |
| New York Yankees           | 2000                       | 161               | 87                | 74                | .540              | 1º nella AL East    | 11      | 5       | Vince le World Series                               |
| New York Yankees           | 2001                       | 160               | 95                | 65                | .594              | 1º nella AL East    | 10      | 7       | Perse le World Series contro i Arizona Diamondbacks |
| New York Yankees           | 2002                       | 161               | 103               | 58                | .640              | 1º nella AL East    | 1       | 3       | Perse l'ALCS contro i Anaheim Angels                |
| New York Yankees           | 2003                       | 162               | 101               | 61                | .623              | 1º nella AL East    | 9       | 8       | Perse le World Series contro i Florida Marlins      |
| New York Yankees           | 2004                       | 162               | 101               | 61                | .623              | 1º nella AL East    | 6       | 5       | Perse l'ALCS contro i Boston Red Sox                |
| New York Yankees           | 2005                       | 162               | 95                | 67                | .586              | 1º nella AL East    | 2       | 3       | Perse l'ALCS contro i Los Angeles Angels            |
| New York Yankees           | 2006                       | 162               | 97                | 65                | .599              | 1º nella AL East    | 1       | 3       | Perse l'ALCS contro i Detroit Tigers                |
| New York Yankees           | 2007                       | 162               | 94                | 68                | .580              | 2º nella AL East    | 1       | 3       | Perse l'ALCS contro i Cleveland Indians             |
| Totale New York Yankees    | Totale New York Yankees    | 1.940             | 1.173             | 767               | .605              |                     | 76      | 47      |                                                     |
| L.A. Dodgers               | 2008                       | 162               | 84                | 78                | .519              | 1º nella NL West    | 4       | 4       | Perse la NLCS contro i Philadelphia Phillies        |
| L.A. Dodgers               | 2009                       | 162               | 95                | 67                | .586              | 1º nella NL West    | 4       | 4       | Perse la NLCS contro i Philadelphia Phillies        |
| L.A. Dodgers               | 2010                       | 162               | 80                | 82                | .494              | 4º nella NL West    | –       | –       |                                                     |
| Totale Los Angeles Dodgers | Totale Los Angeles Dodgers | 486               | 259               | 227               | .533              |                     | 8       | 8       |                                                     |
| Totale                     | Totale                     | 4.323             | 2.326             | 1.997             | .538              |                     | 84      | 58      |                                                     |

## Palmares

### Club
- World Series: 4

New York Yankees: 1996, 1998, 1999, 2000

### Individuale
- MVP della National League: 1

1971
- MLB All-Star: 9

1963-1967, 1970-1973
- Guanto d'oro: 1

1965
- Capoclassifica della MLB (NL) in media battuta: 1

1971
- Capoclassifica della MLB (NL) in punti battuti a casa: 1

1971
- Capoclassifica della MLB (NL) in battute valide: 1

1971
- Giocatore del mese:

NL: maggio 1965, agosto 1971
- Giocatore della settimana:

NL: 8 agosto 1976
- Allenatore dell'anno della AL: 2

1996, 1998
- Numero 6 ritirato dai New York Yankees
- St. Louis Cardinals Hall of Fame

## Filmografia parziale

### Televisione
- Spin City - serie TV, episodio 3x10 (1998)
- Castle - serie TV, episodio 2x15 (2010)
- Provaci ancora Gary (Gary Unmarried) - serie TV, episodio 2x16 (2010)

## Doppiatori italiani
Nelle versioni in italiano delle opere in cui ha recitato, Joe Torre è stato doppiato da:
- Gabriele Martini in Castle